# جغرافیای سیاسی ایران
کشور ایران به دلیل برخورداری از موقعیت جغرافیای سیاسی ویژهٔ خود همواره مورد توجه قدرت‌های دور و نزدیک بوده است.
این موضوع باعث شده که در قرون اخیر هم همواره مورد تجاوز کشورهای مختلفی نظیر روسیه تزاری، بریتانیا و امپراتوری عثمانی قرار بگیرد. این سه کشور از زمان حکومت قاجاریه در سال ۱۱۹۳ (قمری) جهت پیشبرد مقاصد خود با هم به رقابت می‌پرداختند. 
در قرن اخیر، ایران دو مرتبه به اشغال آشکار قوای اجنبی درآمد. پی‌آمد وقوع دو جنگ جهانی اول و جنگ جهانی دوم، به رغم اعلان بیطرفی دولت ایران، این بی‌طرفی به کار نیامد و به هیچ وجه مورد توجه نیروهای بریتانیا و روسیه واقع نشد و بی‌طرفی ایران به دلایل واهی نقض شد. 
همچنین ایران منطقه ای ادعا شده در جنوبگان دارد که با استرالیا هم پوشانی دارد اما به علت عدم تخصیص بودجه نتوانسته از جنوبگان ایران دفاع کند.

## موقعیت ایران در جنگ‌های معاصر

### اشغال ایران پس از وقوع جنگ جهانی اول
جنگ جهانی اول در ۲۸ ژوئیه ۱۹۱۴ تقریباً هشت روز پس از تاجگذاری احمدشاه آغاز شد. این رویارویی نظامی که در ابتدا به مثابهٔ تصفیه حساب میان قدرتهای طراز اول اروپا تلقی می‌شد، دامنه گسترده‌ای یافت و سرانجام با اعلان آتش‌بس آلمان در ۱۱ نوامبر ۱۹۱۸ پایان یافت. در پی آغاز این جنگ، ایران مشی بیطرفی اتخاذ کرد.
در ایران به گاه وقوع جنگ، صفحات شمالی و شمال‌غرب کشور زیر سلطهٔ قشون روسیه تزاری قرار داشت. قوای روس در شهرهای آذربایجان، اردبیل، قزوین و انزلی، حضور نامشروع داشتند و بخش‌هایی از جنوب کشور از جمله بوشهر و بندر لنگه نیز در اشغال نیروی بریتانیا بود. 
اعلام بی‌طرفی ایران تأثیر چندانی بر چگونگی مواجههٔ دول درگیر جنگ در استفاده از موقعیت سوق‌الجیشی کشورمان نداشت. اندک زمانی پس از شروع جنگ، واحدهایی از سربازان بریتانیایی به همراه قوای هندی تحت امر خود از بحرین وارد آبادان شدند و این شهر را اشغال کردند. عمده‌ترین توجیه گسیل این نیروی نظامی، ضرورت محافظت از تأسیسات استخراج نفت در منطقه خوزستان بود.
در نیمهٔ اول صفر ۱۳۳۳، تبریز به اشغال سپاه امپراتوری عثمانی درآمد و کشمکش نظامی بین عثمانی و روسیه تزاری به اوج خود رسید. گروهی مرکب از نظامیان عثمانی و آلمانی تحرکاتی را در منطقهٔ خوزستان و اطراف آن آغاز کردند. این فعل و انفعالات با واکنشی دیگر از سوی بریتانیایی‌ها مواجه شد. آنان این کنش‌ها را به نوعی خرابکاری در امتداد خط لولهٔ نفت تلقی کردند و بهانهٔ تازه‌ای به دست آوردند تا نیروهای خود را رهسپار اهواز نمایند و حتی تا مسجدسلیمان هم پیشروی کنند.

### اشغال ایران پس از وقوع جنگ جهانی دوم
پس از شروع جنگ جهانی دوم که در ۱ سپتامبر ۱۹۳۹ آغاز شده بود، ایران بی‌طرفی خود را اعلام کرد، اما به دلیل گستردگی مرز ایران با اتحاد جماهیر شوروی و درگیری با آلمان این بی‌طرفی ناپایدار بود. ارتش متفقین به بهانه حضور جاسوسان آلمانی در ایران به اشغال کشور مبادرت ورزید.
در روز ۳ شهریور ۱۳۲۰ نیروهای شوروی از شمال و نیروهای بریتانیا از جنوب به ایران حمله کردند و شهرهای سر راه را اشغال کردند و به سمت تهران آمدند. ارتش ایران به سرعت متلاشی شد. رضاشاه ناچار به درخواست نیروهای بریتانیایی استعفا کرد و توسط آنها ابتدا به جزیرهٔ موریس و سپس به ژوهانسبورگ در آفریقای جنوبی تبعید شد. متفقین با انتقال سلطنت به پسر و ولیعهد او - محمدرضا - موافقت کردند.
پس از اشغال راه‌آهن سراسری ایران برای انتقال کمک‌های نظامی به پشت‌جبهه شوروی، بر اساس قانون وام و اجاره مورد استفاده قرار گرفت.

## دیدگاهها
سیاوش شایان، استاد جغرافیای دانشگاه تربیت مدرس:
در طی اعصار و قرون، وحدت و پیوند میان افراد یک ملت معمولاً با یک یا چند عنصر از قبیل تاریخ مشترک، نیای مشترک، عقاید مشترک و یا خون مشترک (قبیله یا طایفه و ...) برقرار می‌شده است. شاید در میان ملل، ایران یک استثنا محسوب شود که در آن سرزمین مشترک (خاک) به عنوان مولفه اصلی بین خرده‌فرهنگ‌های مرکز و پیرامون، عامل هویت و وحدت و پیوند تمامی ساکنان آن بوده است و هست. این عنصر یا مولفه دارای ظرفیت‌های فراوانی برای تأکید و تقویت خودباوری و تقویت احساس هویت ملی یا ایرانی و اسلامی است.